# Far Cry 5
Far Cry 5 је пуцачина из првог лица из 2018. године, коју су развили Ubisoft Montreal и Ubisoft Toronto, а објавио Ubisoft. Наследник је игре Far Cry 4 из 2014. године и пети главни део серије Far Cry. Смештена у округу Хоуп, измишљеном региону Монтане, Сједињене Државе, игра се врти око Пројекта код Еденске капије, култа судњег дана који је преузео округ под командом свог харизматичног и моћног вође, Џозефа Сида. Играчи контролишу неименованог млађег заменика шерифа који ће бити заробљен у округу Хоуп и који мора да ради заједно са разним фракцијама отпора како би ослободио регион од деспотске владавине Сида и Еденске капије. Играње се фокусира на борбу и истраживање; играчи се боре против непријатељских војника и опасних дивљих животиња користећи широк спектар оружја. Игра садржи многе елементе који се налазе у играма улога, као што су разграната прича и споредни задаци. Игра такође садржи уређивач мапа, кооперативни режим за више играча и такмичарски режим за више играча.
Најављен почетком 2017. године, развој игре Far Cry 5 био је опсежан. Тим је истраживао неколико концепата пре него што се одлучио за локацију у Америци. Игра је била снажно инспирисана неколико друштвено-политичких догађаја у модерној историји, као што су Хладни рат и напади 11. септембра. Развојни тим је настојао да ухвати очајну друштвену климу након догађаја и да је пренамени за игру. Развијен и објављен искључиво од стране компаније Ubisoft, њен такмичарски мултиплејер режим је такође креиран интерно, а светски студији компаније су добили више креативних доприноса за Far Cry 5.
Far Cry 5 је објављен широм света за PlayStation 4, Windows и Xbox One у марту 2018. године. Добио је углавном позитивне критике, иако је био предмет контроверзи након што је најављен у периоду заоштрених политичких сукоба. Критичари су хвалили дизајн отвореног света, визуелне ефекте, играње и саундтрек, али су критике усмерили на причу и неке ликове. Игра је била комерцијални успех, поставши најбрже продавана игра у франшизи зарадивши преко 310 милиона долара у првој недељи продаје и продата је у преко 10 милиона јединица до марта 2020. године. Накнадно је објављено неколико издања садржаја за преузимање. Спин-оф игра и наставак наратива, Far Cry New Dawn, објављен је у фебруару 2019. године. Наследник, Far Cry 6, објављен је у октобру 2021. године.

## Пријем
Far Cry 5 је добио „генерално повољне“ критике, према агрегатору рецензија Metacritic.
Дејмон Хетфилд из IGN-а дао је игри оцену 8,9 од 10, рекавши: „Far Cry 5 је још једно отворено игралиште са свим потребним састојцима за изазивање правог хаоса: мноштво непријатеља и савезника, темпераментни дивљи свет и мноштво експлозија.“ Полигон је дао игри 6,5 од 10 могућих поена, наводећи: „Штета је што Far Cry 5 има слабу причу са досадним ликовима, јер иза заплета стоји отворени свет испуњен оним што Far Cry као серијал најбоље ради.“
Завршетак игре је поделио критичаре. Уколико играч изабере „отпор“ када се то од њега затражи – завршетак који Убисофт сматра канонским – игра приказује низ нуклеарних експлозија које уништавају цивилизацију. Ако играч одлучи да оде, лику играча је дозвољено да оде са својим савезницима, након чега се на радију чује "Only You" и њихово класично условљавање их приморава да нападну своје савезнике. Критичари су тврдили да ови завршеци поништавају играчеве акције током целе приче чинећи их бесмисленим.
Туристичка организација државе Монтана је након објављивања игре Far Cry 5 склопила партнерство са компанијом Ubisoft како би користила неке од снимака из игре за промоцију туризма у југозападном делу Монтане, окружењу које је инспирисало измишљени округ Хоуп у игри.